# پلونگه
پلونگه (به لاتین: Plungė) در لیتوانی با جمعیت ۲۲٬۲۸۷ نفر است که در شهرستان تلشای واقع شده‌است.